# Phyllonorycter fragilella
Phyllonorycter fragilella là một loài bướm đêm thuộc họ Gracillariidae. Loài này có ở Québec và Hoa Kỳ (Texas, Maine, Michigan, New York, Massachusetts, Illinois và Wyoming).
Sải cánh dài 8.5–9 mm.
Ấu trùng ăn các loài Lonicera (bao gồm Lonicera sempervirens và Lonicera × bella Zabel 'albida'), Symphoricarpos (bao gồm Symphoricarpos orbiculatus và Symphoricarpos vulgaris) và Chiococca alba. Chúng ăn lá nơi chúng làm tổ.